# Kherkhan
Kherkhan est un village d'Azerbaïdjan situé dans le raion de Khojavend. Elle compte 111 habitants en 2005.